# Wil van der Aalst
Willibrordus Martinus Pancratius van der Aalst (Eersel, 29 de enero de 1966) es un informático holandés y profesor titular en la Universidad RWTH de Aquisgrán, que dirige el grupo de ciencia de datos y procesos (PADS). Sus intereses de investigación y docencia incluyen sistemas de información, gestión de flujos de trabajo, redes de Petri, minería de procesos, lenguajes de especificación y simulación . También es conocido por sus estudios sobre patrones de flujo de trabajo.

## Biografía
Nacido en Eersel, Países Bajos, van der Aalst recibió una maestría en ciencias de la computación en 1988 en la Universidad Técnica de Eindhoven (TU/e) y un doctorado en matemáticas en 1992 con la tesis "Redes de Petri de colores cronometrados y su aplicación a la logística" bajo supervisión de Jaap Wessels y Kees van Hee .
En 1992 empezó a trabajar en la Universidad Tecnológica de Eindhoven como profesor asistente en el departamento de Matemáticas y Ciencias de la Computación, donde dirigió el grupo de investigación Especificación y Modelado de Sistemas de Información (SMIS). De 2000 a 2003 fue profesor titular de medio tiempo en el departamento de Ciencias de la Computación. Y de 2000 a 2006 fue jefe del departamento de Sistemas de Información en el departamento de Gestión Tecnológica de TU/e. Desde 2006 es profesor titular en el Departamento de Matemáticas e Informática de la Universidad Tecnológica de Eindhoven. También tiene un puesto de medio tiempo en el grupo BPM de la Universidad Tecnológica de Queensland (QUT).
Ha sido profesor invitado en el Instituto Tecnológico de Karlsruhe (AIFB), la Universidad de Georgia (LSDIS), la Universidad Johann Wolfgang Goethe de Frankfurt am Main (WI-II), la Universidad de Colorado (CTRG), la Universidad Tecnológica de Queensland ( CITI), Universidad de Aarhus (DAIMI), y Fondazione Bruno Kessler (FBK).
Es editor asociado de varias revistas, entre ellas "IEEE Transactions on Services Computing", "IEEE Transactions on Industrial Informatics", "International Journal of Business Process Integration and Management", "International Journal on Enterprise Modeling and Information Systems Architectures", "Computers in Industry" y "Transactions on Petri Nets and Other Models of Concurrency".
Es editor de la serie "Lecture Notes in Business Information Processing" (LNBIP) de Springer, miembro del consejo editorial de "Distributed and Parallel Databases" y "Business and Information Systems Engineering", y miembro de varios comités directivos, incluido el "International Conference Series on Business Process Management" (presidente),  "International Conference Series on Application and Theory of Petri nets" y "International Workshop Series on Web Services and Formal Methods". También es miembro de la Sociedad Real Holandesa de Ciencias y Humanidades ( Koninklijke Hollandsche Maatschappij der Wetenschappen ) y de la Academia de Europa ( Academia Europaea ). Van der Aalst fue elegido miembro de la Real Academia de Artes y Ciencias de los Países Bajos en 2014.

## Trabajo
Entre los intereses de investigación de Van der Aalst se encuentran las ramas de sistemas de información, gestión de procesos de negocios, simulación, redes de Petri, modelado de procesos, sistemas de gestión de flujo de trabajo, técnicas de verificación, minería de procesos, sistemas de planificación de recursos empresariales, trabajo cooperativo asistido por computadora, servicios web, reingeniería de procesos, asignación de recursos y procesos de negocios interorganizacionales.
Es un firme partidario del software de código abierto. Inició y dirigió el desarrollo de:
- El marco ProM, una herramienta de minería de procesos.
- YAWL, un sistema de gestión de flujo de trabajo
- y varias otras herramientas de software, incluidas Declare, Woflan, XRL, etc.

También comenzó la iniciativa de patrones de flujo de trabajo. Este trabajo influyó en los estándares de la industria como el Business Process Execution Language (BPEL), la Business Process Modeling Notation (BPMN), entre otros. Las ideas de Van der Aalst también han influido en varias herramientas de software comercial ampliamente utilizadas, como Flower, Protos, Futura Reflect, Staffware, WebSphere y ARIS .[cita requerida]
Otras contribuciones científicas de Van der Aalst se encuentran en los campos de Business Process Discovery, cadenas de procesos impulsadas por eventos, Workflow Management Coalition y XPDL .[cita requerida]
Van der Aalst es un investigador altamente citado del ISI. Según Google Scholar, se encuentra entre los informáticos mejor clasificados del mundo. Véase Índice H para informática .[cita requerida]

## Publicaciones
Van der Aalst ha publicado en total más de 400 libros, artículos de revistas, capítulos de libros, artículos de conferencias e informes sobre estos temas. Una selección de libros:
- van der Aalst, Wil, and Kees Max Van Hee. Workflow management: models, methods, and systems. MIT press, 2002; 2004.
- Dumas, Marlon, Wil M. van der Aalst, and Arthur H. Ter Hofstede. Process-aware information systems: bridging people and software through process technology. John Wiley & Sons, 2005.
- van der Aalst, Wil. Process mining: discovery, conformance and enhancement of business processes. Springer Science & Business Media, 2011.

Una selección de artículos:
- van der Aalst, Wil MP. "The application of Petri nets to workflow management." Journal of circuits, systems, and computers 8.01 (1998): 21–66.
- Wil van der Aalst, Arthur H.M. Hofstede, Bartek Kiepuszewski, and Alistair P. Barros (2003). "Workflow Patterns". In: Distributed and Parallel Databases 14 (1): pp. 5–51. doi 10.1023/A:1022883727209.
- van der Aalst, Wil MP, Arthur HM Ter Hofstede, and Mathias Weske. "Business process management: A survey." Business process management. Springer Berlin Heidelberg, 2003. 1–12.
- van der Aalst, Wil MP, and Arthur HM Ter Hofstede. "YAWL: yet another workflow language." Information systems 30.4 (2005): 245–275.